# منطقة الصنين

"الطرمة" من بقايا قصر الصنين

إن الشواهد التاريخية، والمعالم التراثية والحضارية في مدينة النجف، أو المناطق المحيطة بها، تعتبر شعاعًا يضيء تراث وتاريخ أمتنا، سواء تلك التي شيدها المسلمون كمدينة الكوفة في خلافة عمر بن الخطاب، وأصبحت الكوفة، إحدى توابع النجف المهمة، عاصمتهم في خلافة علي بن أبي طالب أو بعدها، كما شيدوا فيها الطرق، والجوامع، والمدارس، والمباني، أو تلك المعالم التي كانت شامخة قبل الفتح الإسلامي للمنطقة، كالكنائس، والأديرة، والقصور، والتي أقامها المناذرة، ملوك الحيرة، وذكرها المؤرخون، وتغنى بها الشعراء. ومن بين هذه المعالم، هي منطقة الصنين، والتي حملت إسمها نسبة إلى قصر الصنين التاريخي، شقيق القصرين الشهيرين، قصر الخورنق وصنوه قصر السدير، وكانت مكاناً سكنته أغلب القبائل العربية المعروفة، كبني اسد وبني كلاب، وغيرها، والتي تنتشر في مدينة النجف وماحولها. وهناك من القبائل اعتبرت منطقة الصنين منبعاً لها، فامتدت وتوسعت على ضفاف الأنهر والجداول وخاصة على نهر الفرات، كقبيلة الجبور. إن الصنين من الناحية الإدارية في الوقت الحالي، هي قرية تابعة إلى ناحية الحيرة، المرتبطة بقضاء المناذرة التابع إلى محافظة النجف.

## أصل التسمية
صنن: المصن: الشامخ بأنفه تكبرا أو غضبا.
والصن بالفتح: زبيل كبير مثل السلة المطبقة يجعل فيها الطعام والخبز. وهو الاقرب من التسمية لكون المنطقة تعج ببساتين النخيل ومايصنع منها في تلك الحقبة. وان العراقيين أهل النخل يصنعون ادواتهم ويقولون انها مصنوعة من صن النخيل، والمقولة متداولة بين ارباب الحرفة حتى يومنا هذا.
ان المنطقة حملت اسم الصنين نسبة إلى قصر الصنين وهو أحد قصور ملك دولة المناذرة النعمان بن المنذر. ويذكر الخوارزمي في كتابه مفاتيح العلوم ان من ملوك معدا في الجاهلية: آل نصرة، وهم اللخميون من اليمن وكانوا عمال الأكاسرة وكانوا ينزلون العراق..ومنهم: امرؤ القيس بن النعمان، وهو صاحب سنمار الذي قتله حين بنى له الحصن الذي يسمى: الصنين.

## لمحة تاريخية
غزا العرب المسلمون المكان في عام 14هـ، حيث أغاروا على الفرس وفيهم زهرة بن الحوية حيث وجد المسلمون في العذيب رماحاً ونشاباً واسفاطاً من جلود وغيرها إنتفعوا بها، ثم بث الغارات وسرحهم في جوف الليل وامرهم بالإغارة على الحيرة وأمر عليهم بكير بن عبد الله الليثي، وكان فيها الشماخ الشاعر القيسي، في ثلاثين معروفين بالنجدة والبأس ساروا حتى جازوا السيلحين، وقطعوا جسرها يريدون الحيرة، فسمعوا جلبة وازفله، فأحجموا عن الإقدام وأقاموا كميناً حتى يتبينوا، فما زالوا كذلك حتى جازوا بهم، فإذا خيول تتقدم تلك الغوغاء فتركوها فنفذت الطريق إلى الصنين، وإذا هم لم يشعروا بهم وانما ينتظرون ذلك العين، لا يريدونهم ولا يأبهون لهم إنما همتهم الصنين، وإذا اخت أزاذمرد بن أزاذبه مرزبان الحيرة تزف إلى صاحب الصنين، فكان من أشراف العجم، فسار معها من يبلغها مخافة ماهو دون الذي لقوا، فلما إنقطعت الخيل عن الزواف، والمسلمون كمين في النخل وجازت بهم الأثقال، حمل بكير على شيرزاذ بن أزاذبه وهو بينها وبين الخيل فقصم صلبه، وطارت الخيل على وجوهها، وأخذوا الأثقال وإبنة أزاذبه في ثلاثين امرأة من الدهاقين ومائة من التوابع ومعهم مالايدري قيمته، والصنين بلد في ظاهر الكوفة، كان من منازل المنذر وبه نهر ومزارع، ابتاعه عثمان بن عفان من طلحة بن عبيدالله، وكتب به كتاباً مشهوراً مذكوراً عند المحدثين، وبقي قصر الصنين قائماً إلى العصر العباسي. ولا تزال هناك منطقة كبيرة واسعة تحمل هذا الاسم التاريخي، وهي منطقة الصنين. ويطلق أهالي المنطقة على بقايا القصر الآن اسم «الطرمة»، وهو بحاجة للصيانة والترميم لحفظ هذا التراث الكبير والمهم من الإندثار والضياع.[بحاجة لمصدر]

## الموقع
يقع هذا القصر في ظاهر الكوفة، وهو المكان الذي اختاره ملك الحيرة النعمان بن المنذر عندما اختلف مع الشاعر عدي بن زيد العبادي زوج هند بنت النعمان حيث سجنه وقتله فيه
وقد ذكر ياقوت الحموي في معجمه، أن الصنين كان موضعاً بظاهر الكوفة. وذكر بعضهم أنه بلد، كما جاء خبره أيضاً، على لسان الشاعر الاصمعي، بقوله لبعض البغداديين:
```
ولم يعين موضعه. ويظهر انه لم يكن بعيداً عن الحيرة. ولعله كان حصناً حصيناً منعزلاً عن الناس، به حرس كثيرون يحرسونه، لهذا اتخذ سجناً ومحبساً.
[
11
]
```

تقع قرية الصنين، في المنطقة المسماة بحر النجف، وإلى الجنوب من مرقد أمير المؤمنين، علي بن أبي طالب. وتقع إلى الشمال الغربي من منطقة الحيرة التاريخية. المنطقة محاطة بسياج أخضر رائع متكون من أشجار النخيل، ومن جهاتها الأربع. حيث يمر بها نهر البديرية، الذي يأخذ مياهه من نهر الفرات، ويوجد فيها بقايا وأطلال آثار الموقع التاريخي المعروف بقصر الصنين. والذي يسمى أيضاً القلعة. ويشق القرية طريق رئيسي معبد، تشاهد على جانبيه، وحول المكان بساتين النخيل. وعلى مسافة عدة كيلو مترات، يقع قصر الخورنق والسدير. وهي كذلك منطقة مشهورة بزراعة الشلب. إذًا فإن قصر الصنين يقع تحديدًا إلى جنوب غرب قصر الخورنق على بعد عشرة كيلومترات تقريبًا. أي أنه يقع جنوب مدينة النجف، وقريب منه الموضع المعروف بالقائم، وهو بقايا دير كبير وكان العراقيون الأولين يقيمون أمام بعض المعابد بناية يسمونها جفرتا وأخيرًا سميت الملوية وقد اندرس هذا الدير وبقيت أبدته وسموها القائم. والظاهر أن قصر الصنين يقع على حافة بحر النجف.

## العشائر المجاورة لقرية الصنين
- جنوبا: تقع مضارب عشائر آل شبل وآل بصري
- والمنطقة الفاصلة بين أراضي الجبور وآل شبل، عبارة عن مسطح مائي يقع في مقاطعة رقم 11، يسمى «هور الچبسة».
- شرقا: تقع مضارب عشيرة البو طرف «البو دوش».
- شمالا: تقع مضارب عشيرة الچلابات بنو كلاب.
- وغربا: تقع مضارب عشيرة الغزالات.

## أهم القرى المحيطة بقرية الصنين
- قرية البو دوش وسكانها من بني طرف وتتكون من 23 بيتا تقريبا.
- قرية آل گبلان وسكانها من الجبور وتتكون من 36 بيتا تقريبا.
- قرية البو حواس من السادة آل سيد عسكر وسكانها من الفيادة آل فتلة وفيها 15 بيتا تقريبا.
- قرية العبودة وتتكون من 10 بيوت تقريبا.
- قرية آل بو عويصي، سكانها مختلط من الجبور والبوگدر وبنو اسد وبيوتها حوالي 20 بيتا.
- قرية الحفيرات سكانها من آل شبل وبيوتها حوالي 30 بيتا.
- قرية آل بو سود وسكانها من الغزالات وبيوتها حوالي 33 بيتا.
- قرية آل بو ندا وتسكنها عشيرة الجواسم وبيوتها 37 بيتا تقريبا.
- قرية آل لايذ وسكانها من الغزالات وعدد بيوتها 18 بيتا تقريبا.
- قرية آل هيلون وسكانها من بني مسلم وعدد بيوتها حوالي 8 بيوت.

وهناك بيوت متناثرة في مزارع بحر النجف هنا وهناك تعود إلى جبور الهنون، والناصر، والموزان.[بحاجة لمصدر]

## بعض المضايف في منطقة الصنين
- مضيف حمود الديوان
- مضيف عيسى أبو جاسم
- مضيف حرش الفدعوس
- مضيف آل ردام
- مضيف آل مدفون
- مضيف عبود آل خضير
- مضيف آل موزان
- مضيف آل جريو

## بعض معالم المنطقة
- آثار أطلال قصر الصنين، التي يطلق عليها سكان المنطقة اسم الطرمه.
- مرقد إبراهيم[15] بن يحيى بن زيد بن علي بن الحسين بن علي. ويقع في المنطقة القريبة على الصنين.
- جامع «سيد جعفر زوين».
- حسينية السادة آل سيد فرج.
- حسينية السادة آل بو زوين.
- مدرسة الصنين الابتدائية استبدل اسمها حديثا إلى «الجواهري» والتي شيدت عام 1961 ميلادية.
- مركز الصنين الصحي، الذي أنشأ حديثا بدل المركز الصحي القديم.
- مشروع لإسالة الماء الصافي يغذي جميع الدور فيها.